# Adriano Lualdi
Adriano Lualdi (Larino, 22 marzo 1885 – Milano, 8 gennaio 1971) è stato un compositore, direttore d'orchestra e politico italiano.

## Biografia

Una foto di gruppo con Lualdi e Mascagni.

Nacque da genitori veneziani trasferitisi per motivi di lavoro a Larino, dove trascorse l'infanzia. I genitori, incoraggiati dalla sua propensione per la musica e per la letteratura, lo inviarono a studiare al Conservatorio Santa Cecilia  a Roma sotto Stanislao Falchi. Successivamente studiò a Venezia sotto la guida di Ermanno Wolf-Ferrari, di cui sentirà l'influenza, sia stilistica che in ambito teatrale. Si diplomò in composizione nel 1907, mettendosi in luce con la cantata per coro e orchestra Attollite portas, su testo di Arturo Graf.
Intraprese giovanissimo la carriera di direttore d'orchestra, registrando presenze in diversi teatri d'Italia, tra cui la  Fenice di Venezia e il Teatro San Carlo di Napoli. In quegli anni collaborò con direttori come Pietro Mascagni e Arturo Toscanini, che nel 1925 diresse una sua composizione ispirata alla  novella di Edgar Allan Poe Il diavolo nel campanile.
Oltre a tenere conferenze in varie città d'Italia, collaborò assiduamente con diversi quotidiani, tra cui L'Ambrosiano (1922), Il Secolo (1923-1927), il Corriere della Sera (1927-1932) e Il Giornale d'Italia (1936-1942), e ad alcuni periodici.
Contemporaneamente all'attività di direttore d'orchestra diresse i conservatori di Firenze e Napoli. Assieme a Giuseppe Mulè, fu il più strenuo rappresentante della poetica musicale del regime fascista, avversando fortemente le avanguardie moderniste.

## Composizioni

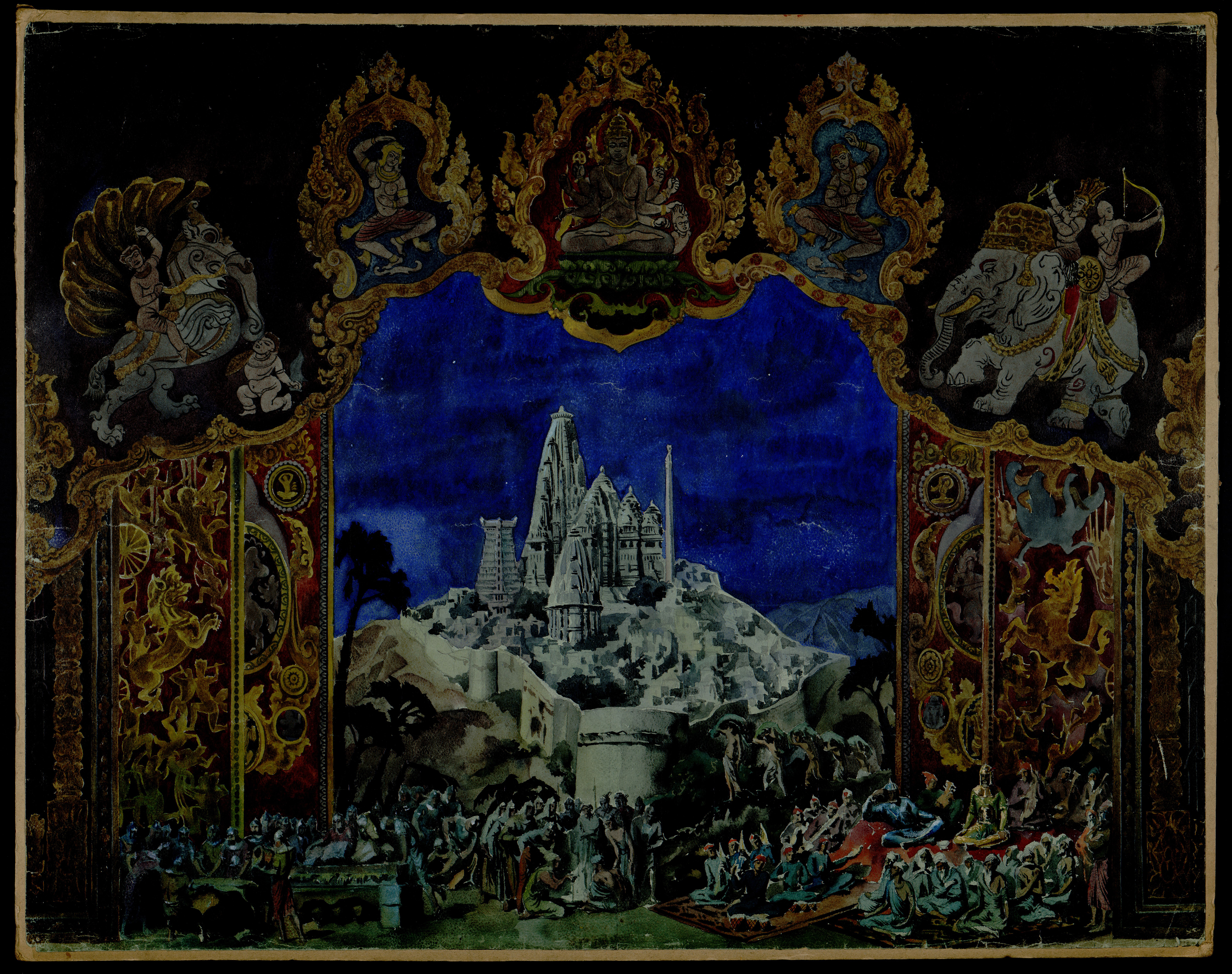
Una vasta spianata. In fondo le mura di Kampylia, bozzetto per La figlia del Re atto 1 (1921).

### Opere liriche
- Le nozze di Haura, scene liriche in 1 atto (1908; seconda versione il 15 ottobre 1939) première scenica nel Teatro Reale dell'Opera di Roma con Tito Gobbi nel 1943
- Le furie di Arlecchino (Milano, 10 maggio 1915; seconda versione a Buenos Aires, 1925)
- La figlia del re (Teatro Regio di Torino, 18 marzo 1922 diretta da Tullio Serafin con Ester Mazzoleni ed Ezio Pinza)
- Il diavolo nel campanile (Teatro alla Scala di Milano, 22 aprile 1925 diretta da Vittorio Gui con Aristide Baracchi e Gaetano Azzolini; seconda versione a Firenze, 1954)
- La Grançeola (Venezia, 10 settembre 1932)
- Lumawig e la saetta (Roma, 23 gennaio 1937; seconda versione a Milano, 1956)
- La luna dei Caraibi (Roma, 29 gennaio 1953)
- Euridikes diatheke (Il testamento di Euridice, 1962)

### Musiche di scena
- La figlia di Jorio di Gabriele D'Annunzio
- La fiaccola sotto il moggio di Gabriele D'Annunzio

### Poemi sinfonici
- La leggenda del vecchio marinaio (1910)
- L'albatro (1932)
- Samnium
- Africa (rapsodia coloniale)
- Suite adriatica

## Filmografia
- Montecassino, regia di Arturo Gemmiti (1946), colonna sonora

## Scritti
- Viaggio sentimentale nella Liburnia. Riviera del quarnero, Dott. Riccardo Quintieri Editore, 1922
- Viaggio musicale in Italia, Edizioni Alpes, Milano, 1927
- Viaggio musicale in Europa, Edizioni Alpes, Milano, 1929
- Il rinnovamento musicale italiano, Treves, Milano, 1931
- Viaggio musicale nell'U.R.S.S., Soc. anonima La nuova antologia, Roma, 1933
- Viaggio musicale nel Sud-America, Istituto Editoriale Nazionale, Milano, 1934
- L'arte di dirigere l'orchestra, Ulrico Hoepli, Milano, 1949 Adriano Lualdi Project
- Tutti vivi, Dall'Oglio, Milano, 1955